# Franci chloride
Franci chloride là một hợp chất vô cơ có tính phóng xạ có công thức hóa học FrCl. Nó được dự đoán là một chất rắn màu trắng và hòa tan trong nước. Tính chất của nó giống với caesi chloride.

## Điều chế
Nó được điều chế bằng cách cho acid hydrochloric phản ứng với kim loại franci:
2Fr + 2HCl → 2FrCl + H2
Nó cũng được cho là có thể được điều chế bằng cách cho franci phản ứng với khí chlor. Phản ứng này rất dữ dội.